# Mantrap (film, 1953)
Pour les articles homonymes, voir Mantrap.
Pour plus de détails, voir Fiche technique et Distribution.
Mantrap est un film britannique réalisé par Terence Fisher, sorti en 1953.

## Synopsis
Mervyn Speight s'évade de prison où il était incarcéré pour meurtre. Un de ses amis engage Hugo Bishop, un avocat apprenti détective privé, pour le retrouver. Il le trouve en effet sur le lieu du meurtre. Mervyn lui dit alors qu'il espère prouver son innocence car il se souvient avoir vu un visage d'homme avant d'être assommé et arrêté. Depuis son arrestation, la femme de Mervyn, Thelma, un rédactrice dans un magazine, vit avec Victor Tasman et prétend être son épouse. Son rédacteur en chef, Maurice Jerrard, est la seule personne à savoir que son vrai mari était en prison. Bishop finit par croire en l'innocence de Mervyn et invite tous les protagonistes à une soirée. Mervyn reconnaît alors Jerrard comme son agresseur. Jerrard s'enfuit, mais finit par tomber et se tuer près de la scène de crime. Désormais libre, Mervyn voyage à travers l'Europe pour que sa femme puisse continuer à vivre avec Tasman. 

## Fiche technique
- Titre original : Mantrap
- Titre américain : Man in Hiding
- Réalisation : Terence Fisher
- Scénario : Terence Fisher et Paul Tabori d'après le roman Queen in Danger de Trevor Dudley Smith
- Direction artistique : J. Elder Wills
- Photographie : Reginald H. Wyer
- Son : Jack Miller
- Musique : Doreen Carwithen
- Montage : James Needs
- Production : Michael Carreras, Alexander Paal
- Société de production : Hammer Film Productions
- Société de distribution : Exclusive Films
- Pays d'origine :  Royaume-Uni
- Langue : anglais
- Format : Noir et blanc — 35 mm — 1,37:1 — Son : Mono
- Genre : Film dramatique, Film policier
- Durée : 73 minutes
- Dates de sortie : 
  -  Royaume-Uni : 10 mars 1953
  -  États-Unis : 2 octobre 1953

## Distribution
- Paul Henreid : Hugo Bishop
- Lois Maxwell : Thelma Speight / Tasman
- Kieron Moore : Mervyn Speight
- Bill Travers : Victor Tasman
- Kay Kendall : Vera
- John Stuart : Docteur
- Hugh Sinclair : Maurice Jerrard
- Lloyd Lamble : Frisnay
- Anthony Forwood : Rex
- Barbara Shelley